# روبير غاريت
روبير غاريت (بالإنجليزية: Robert Garrett)‏ (5 مايو 1988 ببلفاست في المملكة المتحدة - ) هو لاعب كرة قدم أيرلندي شمالي في مركز الوسط. شارك مع منتخب أيرلندا الشمالية تحت 21 سنة لكرة القدم ومنتخب أيرلندا الشمالية لكرة القدم. أما مع النوادي، فقد لعب مع بورتاداون وستوك سيتي ونادي ريكسهام ونادي لينفيلد ونادي ادمونتون.

## وصلات خارجية
- روبير غاريت على موقع قاعدة بيانات كرة القدم.إي يو (الإنجليزية)
- روبير غاريت على موقع ناشيونال فوتبول تيمز (الإنجليزية)
- روبير غاريت على موقع Soccerbase.com (لاعب) (الإنجليزية)
- روبير غاريت على موقع Soccerway.com (الإنجليزية)
- روبير غاريت على موقع عالم كرة القدم.نت (الإنجليزية)